# توم مالوي
توم مالوي (بالإنجليزية: Tom Malloy) هو ممثل أمريكي، ولد في 8 ديسمبر 1974 في الولايات المتحدة.

## وصلات خارجية
- توم مالوي على موقع IMDb (الإنجليزية)
- توم مالوي على موقع قاعدة بيانات الفيلم (الإنجليزية)